# イゴル・ブルザノビッチ
イゴル・ブルザノヴィッチ（セルビア語: Игop Буpзaнoвић, 英語: Igor Burzanović, 1985年8月25日 - ）は、ユーゴスラビア（現・モンテネグロ）・チトーグラード出身の元サッカー選手。現役時代のポジションは攻撃的ミッドフィールダーおよびフォワード。

## 来歴

### ブドゥチノスト・ポドゴリツァ
当時はユーゴスラビア社会主義連邦共和国であったモンテネグロのチトーグラード（現在のポドゴリツァ）に生まれた。6歳で初めてボールを蹴り、1995年からFKブドゥチノスト・ポドゴリツァのユースに所属した。トップチームに昇格後は同クラブの中心的選手として活躍し、キャプテンも任された。2004年にはモンテネグロ最優秀選手に選出され、セルビア・モンテネグロ分裂後の2006-07シーズンは、新たに発足したモンテネグロリーグにて冬の中断期間前までに11ゴールをあげる活躍を見せ、「ブルゾ・マラドーナ」のニックネームが付けられた。

### レッドスター・ベオグラード
2006年12月、セルビアのレッドスター・ベオグラードと契約し、2007年1月8日に入団。同郷のデヤン・サビチェビッチも同クラブで付けた背番号10番を与えられた。同年8月のUEFAチャンピオンズリーグ予選2回戦FCレバディア・タリン戦では、UEFA主催大会での初得点を記録している。
3年目の2008-09シーズンには出場機会が減少し、冬の中断期間中の2009年1月に古巣のブドゥチノストへ6ヶ月間の期限付き移籍で放出された。

### 名古屋グランパス
2009年7月24日に名古屋グランパスへの移籍が決定。来日して正式契約を結び、29日に入団会見を行った。2009シーズンはボールを持ちすぎる悪癖が顔を覗かせ、第27節鹿島アントラーズ戦での2得点など 時折活躍を見せるものの、シーズンを通しての評価は低調なものであった。
2年目の2010シーズンは日本のスピードサッカーに対応するため4kgの減量をして臨み、開幕直後はフリーキックやロングシュートで得点を重ねた。シーズン当初の活躍は前シーズンのイメージを払拭するもので、週刊サッカーマガジン誌にも「ブルザノヴィッチの変貌に驚いた」との好意的な論評が掲載された。
しかし次第に周囲との連携不足やコミュニケーション不足から精彩を欠き始め、度重なる遅刻などの素行の問題もあって先発出場の機会は減少していった。9月18日の第23節横浜F・マリノスでは、前半低調な試合運びを見せたチームが、後半から中盤で運動量の上がらないブルザノヴィッチを交代させたことによって劇的に機能しはじめるということもあり、この試合のプレー内容は、これまで辛抱強く起用し続けてきたドラガン・ストイコビッチ監督からも酷評された。
この試合後は怪我もあり欠場が続く。痛みは以前からあったものとされ、精彩を欠くプレーはこの怪我の影響との報道もあった。本人は後に「風邪と足の怪我のために3週間練習ができなかった」とコメントしている。10月17日、第26節アルビレックス新潟戦にて約1か月ぶりに途中交代で出場したブルザノヴィッチには、週刊サッカーダイジェスト誌よりチーム内最低の採点と「存在感がまるでなかった」とコメントされた。
11月14日、第30節大宮アルディージャ戦にてリーグ戦では約半年ぶりとなる得点を決めるが、左膝を痛め前半33分に退場。翌15日、左膝前十字靭帯断裂で全治6カ月との診断結果がクラブから発表された。優勝を決めた11月20日の第31節湘南ベルマーレ戦には松葉杖を持って姿を見せたが、当日夜に行われたシャンパンファイトには参加しなかった。12月1日には治療のためモンテネグロへ帰国し、その後手術のためバルセロナへ渡った。クラブは優勝してシーズンを終えたものの、ブルザノビッチ自身の評価は前年に引き続き低調なものであった。
3年目となる2011シーズン。5月29日、第13節アビスパ福岡戦にて怪我から復帰。後半32分から藤本淳吾と交代し、復帰後初得点を決める。同年10月31日、クラブと合意の上で名古屋との契約を解除した。

### その後
2012年から2013年にかけタイ・プレミアリーグのブリーラム・ユナイテッドFCに在籍したのち、2013年9月に古巣ブドゥチノストへ復帰した。

## 代表
モンテネグロの独立以前はU-21セルビア・モンテネグロ代表に選出されており、2006年のUEFA U-21欧州選手権では3位に輝いている。
2007年に開催されたハンガリー代表との試合でモンテネグロ代表としてデビュー。決勝点となる2点目を決め、2-1でのモンテネグロの勝利に貢献した。2007年6月のキリンカップなどではモンテネグロ代表の主将を務め、2010 FIFAワールドカップの欧州予選にも出場したが、当時監督のゾラン・フィリポヴィッチとの対立から代表を追放された。

## 特徴・評価
高い得点能力を有しており、攻撃的なポジションでのプレーを得意とする。ストイコビッチも「技術の高い選手」と評価する テクニシャンで、母国では“サビチェビッチ2世”との評価もある。
2010年3月21日、Jリーグ第3節のジュビロ磐田戦の前半開始20秒にセンターライン後ろから超ロングシュートを決める芸当を魅せた。この日は強風で本人は「とにかく良い方向に飛ばすことだけを考えた」とコメントしている。続く4月3日の第5節のヴィッセル神戸戦では、その日の全得点となる二本のフリーキックを連続でゴールした。本人も「フリーキックには自信を持っている」と発言している。

## 個人成績
2010年1月3日現在
| クラブ成績                            | クラブ成績                            | クラブ成績                            | リーグ | リーグ | カップ     | カップ     | リーグ杯 | リーグ杯 | 国際大会   | 国際大会   | 通算 | 通算 |
| シーズン                              | クラブ                                | リーグ                                | 出場   | 得点   | 出場       | 得点       | 出場     | 得点     | 出場       | 得点       | 出場 | 得点 |
| ユーゴスラビア/セルビア・モンテネグロ | ユーゴスラビア/セルビア・モンテネグロ | ユーゴスラビア/セルビア・モンテネグロ | リーグ | リーグ | カップ     | カップ     | リーグ杯 | リーグ杯 | ヨーロッパ | ヨーロッパ | 通算 | 通算 |
| ------------------------------------- | ------------------------------------- | ------------------------------------- | ------ | ------ | ---------- | ---------- | -------- | -------- | ---------- | ---------- | ---- | ---- |
| 2002-03                               | ブドゥチノスト                        | 2部                                   | 26     | 17     |            |            | -        | -        | -          | -          | 26   | 17   |
| 2003-04                               | ブドゥチノスト                        | 2部                                   | 28     | 17     |            |            | -        | -        | -          | -          | 28   | 17   |
| 2004-05                               | ブドゥチノスト                        | 1部                                   | 26     | 8      |            |            | -        | -        | -          | -          | 26   | 8    |
| 2005-06                               | ブドゥチノスト                        | 1部                                   | 27     | 9      |            |            | -        | -        | 1          | 0          | 28   | 9    |
| モンテネグロ                          | モンテネグロ                          | モンテネグロ                          | リーグ | リーグ | カップ     | カップ     | リーグ杯 | リーグ杯 | ヨーロッパ | ヨーロッパ | 通算 | 通算 |
| 2006-07                               | ブドゥチノスト                        | 1部                                   | 15     | 11     |            |            | -        | -        | -          | -          | 15   | 10   |
| セルビア                              | セルビア                              | セルビア                              | リーグ | リーグ | セルビア杯 | セルビア杯 | リーグ杯 | リーグ杯 | ヨーロッパ | ヨーロッパ | 通算 | 通算 |
| 2006-07                               | レッドスター                          | 1部                                   | 13     | 3      | -          | -          | -        | -        | -          | -          | 13   | 3    |
| 2007-08                               | レッドスター                          | 1部                                   | 23     | 8      |            |            | -        | -        | 5          | 1          | 28   | 9    |
| 2008-09                               | レッドスター                          | 1部                                   | 11     | 0      |            |            | -        | -        | 2          | 1          | 13   | 1    |
| モンテネグロ                          | モンテネグロ                          | モンテネグロ                          | リーグ | リーグ | カップ     | カップ     | リーグ杯 | リーグ杯 | ヨーロッパ | ヨーロッパ | 通算 | 通算 |
| 2008-09                               | ブドゥチノスト                        | 1部                                   | 15     | 10     | -          | -          | -        | -        | -          | -          | 15   | 10   |
| 日本                                  | 日本                                  | 日本                                  | リーグ | リーグ | 天皇杯     | 天皇杯     | リーグ杯 | リーグ杯 | アジア     | アジア     | 通算 | 通算 |
| 2009                                  | 名古屋                                | J1                                    | 13     | 3      | 5          | 2          | 0        | 0        | 4          | 0          | 22   | 5    |
| 2010                                  | 名古屋                                | J1                                    | 27     | 4      | 1          | 1          | 5        | 0        | -          | -          | 33   | 5    |
| 2011                                  | 名古屋                                | J1                                    | 22     | 3      | 1          | 2          | 2        | 0        | 0          | 0          | 25   | 5    |
| 通算                                  | セルビア/セルビア・モンテネグロ       | セルビア/セルビア・モンテネグロ       | 100    | 28     |            |            | -        | -        | 8          | 2          | 108  | 30   |
| 通算                                  | モンテネグロ                          | モンテネグロ                          | 30     | 21     |            |            | -        | -        | -          | -          | 30   | 21   |
| 通算                                  | 日本                                  | 日本                                  | 62     | 10     | 7          | 5          | 7        | 0        | 4          | 0          | 80   | 15   |

## 代表歴

### 試合数
- 国際Aマッチ 8試合 2得点（2007年-2008年）[27]

| モンテネグロ代表 | 国際Aマッチ | 国際Aマッチ |
| 年               | 出場        | 得点        |
| ---------------- | ----------- | ----------- |
| 2007             | 4           | 1           |
| 2008             | 4           | 1           |
| 通算             | 8           | 2           |